# Arnau Bassa

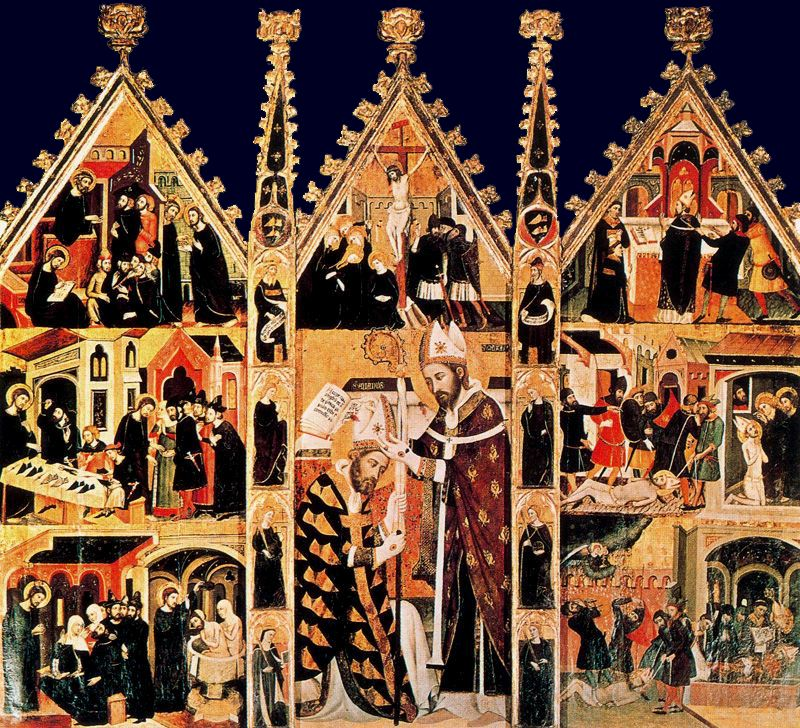
Retable de saint Marc, 1346, basilique de Sainte-Marie de Manresa.

Arnau Bassa est un peintre espagnol du XIVe siècle.
Fils et disciple du peintre Ferrer Bassa, Arnau collabora avec lui à de nombreuses œuvres.
Il introduisit dans sa peinture des éléments provenant de l'école d'Avignon, mais pencha certainement vers un gothique italianisant, dont il fut l'un des plus grands représentants en Catalogne.
Il est établi qu'Arnau réalisa des œuvres personnelles de 1345 à 1348, mais on sait qu'il travaillait déjà à l'atelier de son père avant ces dates. Sa main a été distinguée dans certaines miniatures du Livre d’Heures de Marie de Navarre (ca).
La première œuvre qu'il a été possible de lui attribuer est le retable de saint Marc qu'il peignit pour la chapelle que la corporation des cordonniers de Barcelone avait dans la cathédrale de cette ville. Elle était mentionnée dans un document daté du 11 décembre 1346. Elle fut transférée plus tard dans la collégiale basilique de Sainte-Marie de Manresa.
En 1347, il cosigna avec son père un contrat visant à la réalisation du retable de saint Jacques (dont le visage est attribué à Arnau) pour le monastère de Jonqueres (es). Ce retable se trouve actuellement au Musée diocésain de Barcelone (es).
Il collabora au retable du palais royal de l'Almudaina à Palma de Majorque. Achevé par l'atelier de Ramón Destorrents (es) après que les Bassa père et fils moururent vers 1348 à cause de l'épidémie de peste, ce retable est conservé au Museu Nacional de Arte Antiga de Lisbonne.